# Стриптизерки (фільм, 1995)
«Стриптизерки» (оригінальна назва — Шоугерлз; англ. Showgirls) — американська еротична драма 1995 року режисера Пола Верговена. Перевантажений «оголеністю» фільм отримав рейтинг NC-17 (обмеження за віком — не молодше 17 років) в Сполучених Штатах (перший великий фільм з таким рейтингом, який був показаний в широкому прокаті).

## Короткий сюжет
Вулична танцівниця Номі Мелоун приїжджає до Лас-Вегасу у пошуках роботи і поступово пробивається на головну роль в шоу у престижному казино.

## У ролях
| Актор           | Роль            |
| --------------- | --------------- |
| Елізабет Берклі | Номі Мелоун     |
| Джина Гершон    | Крістал Коннорс |
| Кайл Меклеклен  | Зак Кері        |
| Гленн Пламмер   | Джеймс Сміт     |
| Роберт Даві     | Ель Торрес      |
| Алан Рейчінс    | Тоні Мосс       |
| Ґреґ Тревіс     | Філ Ньюкірк     |

## Критика
Фільм отримав нищівні відгуки як від критиків, так і від глядачів: Rotten Tomatoes дав оцінку 23 % на основі 66 відгуків від критиків і 37 % від більш ніж 50 000 глядачів. Фільм зазнав комерційного провалу в США, у відеозаписах і на міжнародному рівні.
Розгромної критики зазнали усі причетні до створення фільму «Стриптизерки». Фільм отримав рекордні на той час тринадцять номінацій на 16-й церемонії «Золотої малини»: найгірші фільм, режисер, сценарій, актор (Кайл Меклеклен), акторка (Елізабет Берклі), молода кінозірка-акторка (Елізабет Берклі), найгірша екранна пара (без уточнення пари будь-яка комбінація з фільму «Стриптизерки»), найгірший актор другого плану (Роберт Даві і Алан Рачінс), найгірша акторка другого плану (Джина Гершон і Лінн Туччі), найгірший ремейк (оскароносного фільму «Все про Єву») та найгірша оригінальна пісня («Walk into the Wind» Девіда Стюарта), з яких перемогу здобули Пол Верговен як найгірший режисер та Елізабет Берклі як найгірша акторка.
Фактично була зруйнована кінокар'єра Елізабет Берклі. Після виходу фільму на екран з нею припинив співпрацю її агент, а інші агенти відмовлялися з нею навіть розмовляти.
На 20-й церемонії «Золотої малини» (25 березня 2000-го року) фільм «Стриптизерки» був названий найгіршим фільмом десятиліття.
Втім, з часом «Стриптизерки» стали культовим фільмом серед фільмів з рейтингом NC-17, заробивши суму 20 350 754 доларів у прокаті в США і поступаючись серед подібних фільмів лише фільму «Останнє танго в Парижі», і отримали номер 36 в списку журналу Entertainment Weekly.